# Podogaster vitticollis
Podogaster vitticollis är en stekelart som först beskrevs av Cresson 1874.  Podogaster vitticollis ingår i släktet Podogaster och familjen brokparasitsteklar. Inga underarter finns listade i Catalogue of Life.